# Lambrecht Siowko Pasma
Lambrecht Siowko Pasma (Overdinkel, 16 oktober 1914 - Heerenveen, 28 december 2001) was een Nederlands ambtenaar en burgemeester.

## Leven en werk
Pasma werd geboren in Twente, uit Friese ouders; hij was een zoon van Hendrik Frans Pasma (1875-1937), sinds 1906 (hulp-)predikant in Overdinkel, en Popkje Zwaagstra (1882-1973). Hij trouwde met Wilhelmina Johanna (Mies) van den Bosch.
Pasma was volontair op de gemeentesecretarieën van Langbroek en Maarn, was tijdelijk ambtenaar in Baarn en keerde terug naar Maarn, waar hij ambtenaar en later hoofdcommies was. Tijdens de Tweede Wereldoorlog werkte hij mee aan de verdwijning van het bevolkingsregister en dook vervolgens onder. Hij werd daarop oneervol ontslagen door NSB-burgemeester J.P.A. de Monyé. Na de oorlog kon hij zijn werkzaamheden hervatten. Na de watersnoodramp (1953) werd hij tijdelijk uitgeleend aan de gemeente Renesse. Hij had diverse kerkelijke en maatschappelijke nevenfuncties.
Per 1 februari 1959 werd Pasma benoemd tot burgemeester van Hemelumer Oldeferd, als opvolger van Dirk Humalda. In 1979 ging hij met pensioen. Bij zijn afscheid ontving hij de erepenning in goud van de gemeente Hemelumer Oldeferd. Volgens zijn overlijdensannonce was hij drager van het verzetskruis en ridder in de Orde van Oranje-Nassau. Pasma overleed in 2001, op 87-jarige leeftijd, hij werd begraven in Nieuweschoot.